# منطقه اداری ۱ (عفر)
منطقه اداری۱ (افار) (به لاتین: Administrative Zone 1 (Afar)) یک سکونتگاه مسکونی در اتیوپی است که در منطقه عفر واقع شده‌است.

## خصوصیات
منطقه اداری۱ ۳۰٬۲۴۲٫۱۰ کیلومترمربع مساحت و ۴۹۸٬۸۷۳ نفر جمعیت دارد.